# Gouvernement Cameron II
Royaume-Uni
Cameron I May I
Le gouvernement Cameron II (en anglais : Second Cameron ministry) est le gouvernement du Royaume-Uni de Grande-Bretagne et d'Irlande du Nord entre le 8 mai 2015 et le 13 juillet 2016, sous la 56e législature de la Chambre des communes.
Il est dirigé par le conservateur David Cameron, vainqueur des élections générales à la majorité absolue. Il succède au gouvernement Cameron I et cède le pouvoir au premier gouvernement de Theresa May après la démission de David Cameron.

## Historique du mandat
Ce gouvernement est dirigé par le Premier ministre conservateur sortant David Cameron. Il est constitué et soutenu par le Parti conservateur, qui dispose seul de 330 députés sur 650, soit 50,8 % des sièges de la Chambre des communes.
Il est formé à la suite des élections générales du 7 mai 2015.
Il succède donc au gouvernement Cameron I, constitué d'une coalition entre le Parti conservateur et les Libéraux-démocrates (LibDems).

### Formation
Lors du scrutin, le Parti conservateur remporte une courte majorité absolue en sièges alors que les sondages auguraient d'un résultat très serré face au Parti travailliste, tandis que les Libéraux-démocrates enregistrent une déroute. Reconduit dans ses fonctions, David Cameron annonce dès le 8 mai un certain nombre de ministres et complète la liste des membres de son nouveau gouvernement le 11 mai.

### Succession
Le 24 juin 2016, au lendemain du référendum sur l'appartenance du Royaume-Uni à l'Union européenne qui donne la victoire au retrait du pays de l'Union (Brexit), David Cameron annonce son intention de quitter le pouvoir, assurant initialement sa volonté de gérer la transition jusqu'à la conférence annuelle du Parti conservateur, prévue en octobre suivant. Un vote au sein du groupe parlementaire le 7 juillet sélectionne la secrétaire d'État à l'Intérieur Theresa May et la ministre d'État de l'Énergie Andrea Leadsom pour briguer au suffrage des militants la direction des Tories.
Après le renoncement d'Andrea Leadsom le 11 juillet, Theresa May est proclamée cheffe du Parti conservateur et David Cameron fait savoir qu'il remettra sa démission à la reine Élisabeth II deux jours plus tard, à l'issue de sa dernière séance de questions d'actualité aux Communes. Le 13 juillet, Theresa May est effectivement nommée à la tête du gouvernement britannique par la souveraine et dévoile la composition de son premier gouvernement.

## Composition
- Les nouveaux ministres sont indiqués en gras, ceux ayant changé d'attributions en italique.

| Fonction                                                                                                 | Titulaire | Titulaire | Titulaire                               | Parti        |
| --- | --------- | --------- | --------------------------------------- | ------------ |
| Premier ministre Premier lord du Trésor Ministre de la Fonction publique                                 |           |           | David Cameron                           | Conservateur |
| Premier secrétaire d'État Chancelier de l'Échiquier                                                      |           |           | George Osborne                          | Conservateur |
| Lord chancelier Secrétaire d'État à la Justice                                                           |           |           | Michael Gove                            | Conservateur |
| Secrétaire d'État à l'Intérieur                                                                          |           |           | Theresa May                             | Conservateur |
| Secrétaire d'État aux Affaires étrangères et du Commonwealth                                             |           |           | Philip Hammond                          | Conservateur |
| Secrétaire d'État à la Défense                                                                           |           |           | Michael Fallon                          | Conservateur |
| Secrétaire d'État aux Affaires, à l'Innovation et aux Compétences Président de la Commission du Commerce |           |           | Sajid Javid                             | Conservateur |
| Secrétaire d'État au Travail et aux Retraites                                                            |           |           | Iain Duncan Smith (jusqu'au 18/03/2016) | Conservateur |
| Secrétaire d'État au Travail et aux Retraites                                                            |           |           | Stephen Crabb (à partir du 19/03/2016)  | Conservateur |
| Secrétaire d'État à l'Énergie et au Changement climatique                                                |           |           | Amber Rudd                              | Conservateur |
| Secrétaire d'État à la Santé                                                                             |           |           | Jeremy Hunt                             | Conservateur |
| Secrétaire d'État à l'Éducation Ministre des Femmes et des Égalités                                      |           |           | Nicky Morgan                            | Conservateur |
| Secrétaire d'État aux Communautés et aux Collectivités locales                                           |           |           | Greg Clark                              | Conservateur |
| Secrétaire d'État aux Transports                                                                         |           |           | Patrick McLoughlin                      | Conservateur |
| Secrétaire d'État à l'Environnement, à l'Alimentation et aux Affaires rurales                            |           |           | Liz Truss                               | Conservateur |
| Secrétaire d'État au Développement international                                                         |           |           | Justine Greening                        | Conservateur |
| Secrétaire d'État pour l'Irlande du Nord                                                                 |           |           | Theresa Villiers                        | Conservateur |
| Secrétaire d'État pour l'Écosse                                                                          |           |           | David Mundell                           | Conservateur |
| Secrétaire d'État pour le Pays de Galles                                                                 |           |           | Stephen Crabb (jusqu'au 18/03/2016)     | Conservateur |
| Secrétaire d'État pour le Pays de Galles                                                                 |           |           | Alun Cairns (à partir du 19/03/2016)    | Conservateur |
| Secrétaire d'État à la Culture, aux Médias et aux Sports                                                 |           |           | John Whittingdale                       | Conservateur |
| Leader de la Chambre des lords Lord du sceau privé                                                       |           |           | Tina Stowell                            | Conservateur |
| Leader de la Chambre des communes Lord président du Conseil                                              |           |           | Chris Grayling                          | Conservateur |
| Chancelier du duché de Lancastre                                                                         |           |           | Oliver Letwin                           | Conservateur |